# Wieder allein zu Haus
Wieder allein zu Haus (Originaltitel: Home Alone 3) ist eine US-amerikanische Actionkomödie aus dem Jahr 1997. Sie ist eine Fortsetzung der Komödien Kevin – Allein zu Haus (1990) und Kevin – Allein in New York (1992). Regie führte Raja Gosnell, das Drehbuch schrieb John Hughes.

## Handlung
Vier von Peter Beaupre angeführte Spione bringen einen von einem Unternehmen aus dem Silicon Valley gebauten integrierten Schaltkreis, der zur Steuerung einer neuartigen für das Radar nicht sichtbaren Rakete benötigt wird, in ihren Besitz. Um die Sicherheitskontrollen am Flughafen auszutricksen, verstecken sie den Schaltkreis in einem Spielzeugauto.
Durch eine Verwechslung bei der Handgepäckskontrolle am Flughafen gelangt die alleinstehende, etwas schrullige Mrs. Hess unwissentlich in den Besitz der Tasche mit dem Spielzeugauto, in dem der Chip versteckt ist. Das Gaunerquartett folgt ihr auf dem Flug nach Chicago. Da Mrs. Hess mit dem Spielzeug nichts anfangen kann, gibt sie es dem Nachbarsjungen Alex als Entlohnung für das Schneeräumen vor ihrem Haus.
Der an Windpocken erkrankte Alex muss allein im Haus der Familie in einer Chicagoer Vorstadt bleiben, während seine älteren Geschwister die Schule besuchen und die Eltern zur Arbeit gehen.
Die Spione versuchen, den Schaltkreis wieder an sich zu bringen, und dringen, nachdem sie erfolglos einige der Nachbarhäuser durchsucht haben, auch in das Haus der Familie Pruitt ein. Alex schafft es mithilfe von zahllosen Tricks, das Haus gegen die Gauner bis zum Eintreffen von Polizei, FBI und seinen Eltern zu verteidigen. Am Ende werden die Verbrecher von der Polizei verhaftet und Alex übergibt den Schaltkreis einem FBI-Agenten.

## Kritiken
James Berardinelli schrieb auf ReelViews, das Sprechen über die „zweitschlechteste Fortsetzung des Jahres 1997“ sei wie das Schlagen eines toten Pferdes. Der Film beinhalte „extrem“ viel Gewalt. Die „Übung in Langweiligkeit“ sei nicht nur überflüssig, sondern auch abstoßend.
Roger Ebert schrieb in der Chicago Sun-Times vom 12. Dezember 1997, der Film gefalle ihm mehr als dessen beide Vorgänger. Er befolge zwar die Formel der Vorgängerfilme, er sei jedoch witziger, einfühlsamer und habe eine charmante Hauptfigur. Die Regie von Raja Gosnell weiche Peinlichkeiten aus.
Das Lexikon des internationalen Films schrieb: „Der dritte der ‚Allein zu Haus‘-Filme ist zwar weniger gewalttätig als die Vorgänger, aber auch ungleich einfallsloser. So bietet die nur wenig vergnügliche Slapstick-Unterhaltung allenfalls Nahrung für kindliche Schadenfreude.“

## Auszeichnungen
Alex D. Linz wurde im Jahr 1998 für den Young Artist Award und für den YoungStar Award nominiert. Der Film wurde 1998 als Schlechteste Neuverfilmung oder Fortsetzung für die Goldene Himbeere nominiert.

## Hintergründe
Wieder allein zu Haus wurde bereits geplant, als Kevin – Allein in New York veröffentlicht wurde. Diese Pläne fielen jedoch durch.
Die Idee für einen dritten Kevin-Film wurde Mitte der 1990er Jahre wiederbelebt. Die ursprünglichen Entwürfe sahen vor, Macaulay Culkin als Jugendversion von Kevin McCallister auftreten zu lassen. 1994 war Culkin jedoch aus der Schauspielerei ausgeschieden. Als Ergebnis wurde die Idee zu einem völlig neuen Film mit einer neuen Besetzung überarbeitet. Im vierten Teil der Reihe wurde auf die Hauptfigur Kevin McCallister zurückgegriffen und mit einem neuen Schauspieler (Mike Weinberg) besetzt.
Der Film wurde in Chicago und in Evanston (Illinois) gedreht, wobei die Filmszenen am Anfang des Films in zwei verschiedenen Terminals am O’Hare International Airport gedreht wurden. Er spielte weltweit ca. 79,1 Millionen US-Dollar ein, darunter ca. 30,7 Millionen US-Dollar in den Kinos der USA.